# Manasse III di Rethel
Manasse III, conte di Rethel (1022 ? – 1081) è stato un nobile francese.

## Biografia
Le informazioni sui primi conti di Rethel sono molto scarse, e non sono chiare nemmeno le esatte origini di Manasse. Nonostante la tradizione lo voglia figlio di Manasse II di Rethel, le menzioni esplicite di quest'ultimo nei documenti si fermano al 1026, segno di una sua probabile morte, mentre Manasse III appare come conte di Rethel solo a partire all'incirca dagli anni 1030. Si suppone quindi l'esistenza di una generazione intermedia e di un possibile ulteriore conte, figlio di Manasse II e padre di Manasse III, ma la situazione rimane tuttora incerta.
Della vita dello stesso Manasse III si sa poco o nulla, se non che in una donazione del 1081 figurava ancora vivo; la sua mancanza di menzioni successive fa supporre una sua morte di lì a poco. Venne succeduto dal figlio Ugo I di Rethel.

## Discendenza
Anche l'identità della moglie di Manasse, tale Giuditta, è incerta: a seconda delle fonti infatti si tratterebbe di una sorella di Ebles I di Roucy, una figlia di Eustachio I di Boulogne oppure una figlia di Goffredo III di Lorena. Dall'unione ebbe comunque almeno tre figli:
- Rinaldo (morto circa nel 1066), compare col padre in un documento solo per non essere più menzionato;
- Ugo (morto nel 1118), conte di Rethel e padre di re Baldovino II di Gerusalemme;
- almeno una figlia, madre di un tale Eriberto, menzionato nel 1120 come nipote di Ugo I di Rethel.[1]